# Bloemenoorlog

Het Azteekse rijk, ca. 1519

Bloemenoorlogen (Nahuatl: xochiyaoyotl) waren oorlogen die de Azteekse Triple Alliantie tegen hun buurstaten voerden en waarvan het doel niet was deze staten te veroveren, maar krijgsgevangenen buit te maken voor mensenoffers.
Deze oorlogen werden gevoerd tegen de bloemenoorlogstaten. Deze staten waren zonder uitzondering Nahuastaten. Toen de Azteken de meeste Nahuavolkeren onderworpen hadden, bleven Huexotzinco, Tlilihquitepec en met name Tlaxcala over, die men speciaal voor de bloemenoorlogen hun onafhankelijkheid liet behouden. Soms werden deze oorlogen vrijwillig gevoerd (de Tlaxcalteken hadden immers ook krijgsgevangenen nodig) en werden de Tlaxcalteekse leiders zelfs uitgenodigd bij het offeren van hun landgenoten, maar doorgaans namen de Tlaxcalteken hier onvrijwillig aan deel, waardoor de Azteken in Tlaxcala erg gehaat werden. Om die reden sloten de Tlaxcalteken zich dan ook bij de komst van Hernán Cortés bij de Spanjaarden aan.
De bloemenoorlogen werden ingevoerd door de cihuacoatl (≈hogepriester) Tlacaelel. De meeste krijgsgevangenen uit de bloemenoorlogen werden geofferd aan Huitzilopochtli. Sommige Spaanse verslagen vermelden dat de Azteken sommige krijgsgevangen deels opaten, maar dit wordt door veel historici beschouwd als een anti-Azteeks propagandaverzinsel.